# 駒止湿原

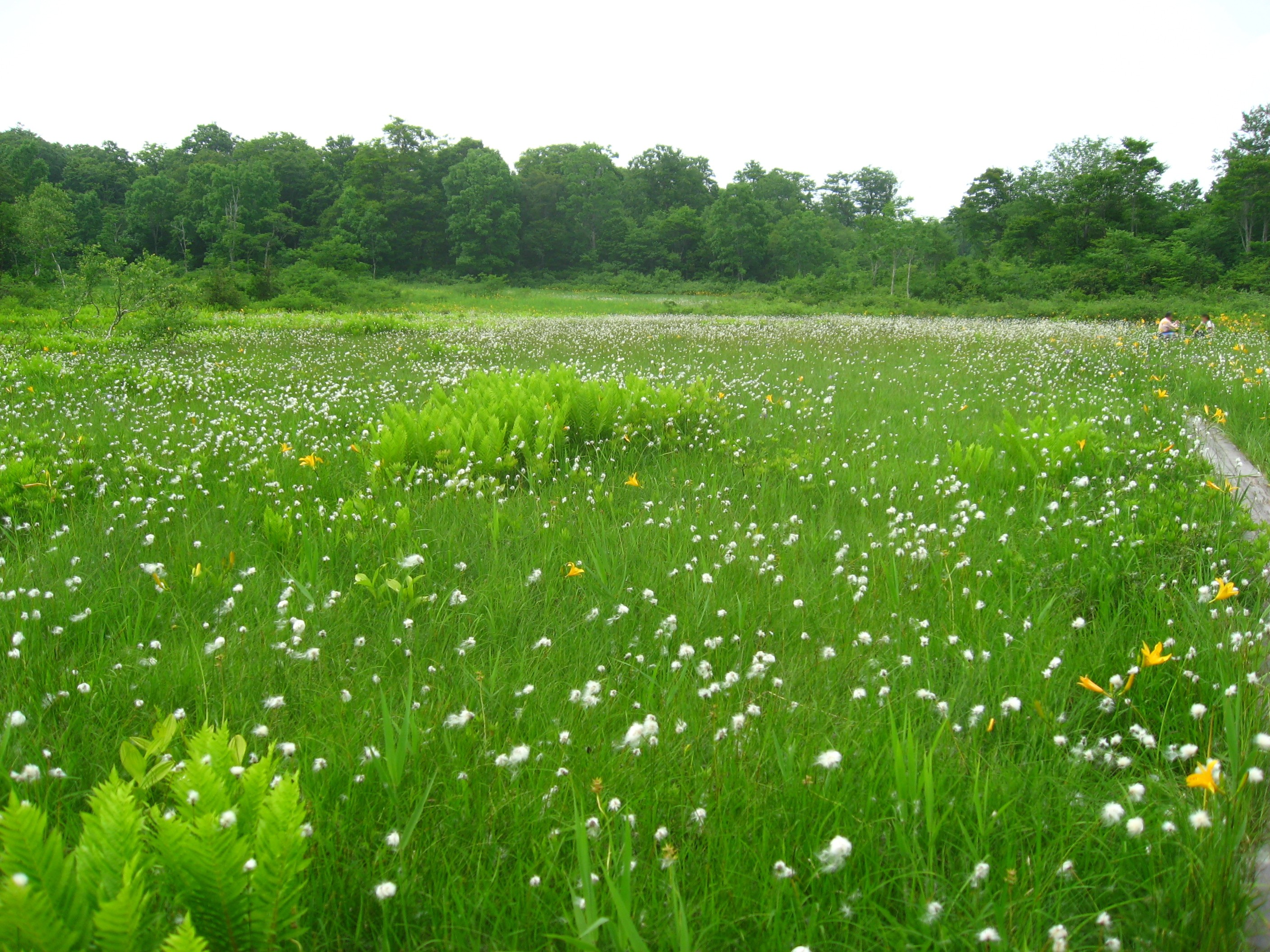
大谷地のワタスゲとニッコウキスゲ
2008年7月上旬

駒止湿原（こまどしつげん）は大半が福島県大沼郡昭和村に、一部が南会津郡南会津町、にかかる標高1,100mの高層湿原。国指定天然記念物、ふくしま緑の百景に選定されている。

## 概要
福島県の昭和村と南会津町の間には大小の湿原が散在し、駒止湿原はこのうち大谷地、白樺谷地、水無谷地の3湿原で構成される湿原である。標高1,100mのブナ林地帯で、冬の積雪は3～4mに達する。
学術的には低層湿原から高層湿原までの植生が段階的にみられるところが評価されている。1970年（昭和45年）12月28日に、湿地の植物群落として国の天然記念物に指定された。湿原部分（三湿原）の面積は27haであるが、天然記念物に指定された範囲には周辺の森林も含まれるため指定面積は約148haである。
大谷地、白樺谷地、水無谷地で散策できるが、大谷地の周囲は一方通行になっている。

## 湿原内で見られる植物
ミズバショウ、ショウジョウバカマ、タテヤマリンドウ、リュウキンカ、ワタスゲ、ニッコウキスゲ、ヒオウギアヤメ、サワラン,ノリウツギ、コオニユリ、ミズギボウシ、ミタケスゲ、カキラン、ネジバナ、キンコウカ、モウセンゴケ、ミズギク、オオバセンキョウ、アキノキリンソウ、ヤナギラン、ウメバチソウ、ツルコケモモ、エゾリンドウ

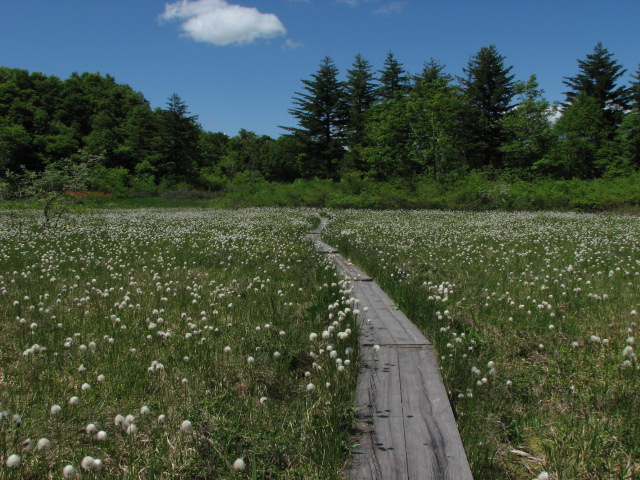
ワタスゲの群落（6月）

## アクセス
- 会津田島駅から車で約40分（国道289号）、駐車場（50台程度駐車可）から徒歩約15分。

## 周辺
- 駒止峠 - 駒止湿原の約2km南に位置する峠。
- 宮床湿原
- 細井家資料館